# Hersilia mjoebergi
Espèce
Hersilia mjoebergi est une espèce d'araignées aranéomorphes de la famille des Hersiliidae.

## Distribution
Cette espèce est endémique de Sumatra en Indonésie.

## Description
La femelle mesure 5,8 mm.

## Étymologie
Cette espèce est nommée en l'honneur d'Eric Georg Mjöberg.

## Publication originale
- Baehr & Baehr, 1993 : The Hersiliidae of the Oriental Region including New Guinea. Taxonomy, phylogeny, zoogeography (Arachnida, Araneae). Spixiana Supplement, vol. 19, p. 1-96 (texte intégral).